# Oda Sakunosuke

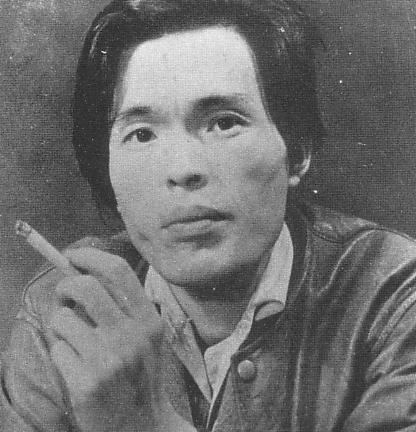
Oda Sakunosuke (um 1945)

Oda Sakunosuke (japanisch 織田 作之助; * 26. Oktober 1913 in Ōsaka; † 10. Januar 1947 in Tokio) war ein japanischer Schriftsteller.
Oda Sakunosuke begann ein Studium an der Universität Kyōto. Ein Blutsturz zwang ihn zum Abbruch des Studiums und einem zweijährigen Landaufenthalt. Auch danach war er nicht in der Lage, sein Studium fortzusetzen und wandte sich der Literatur zu. Er verfasste an Stendhal orientierte Romane und wurde für seine Debütwerke Ame (雨; 1938) und Zokushū (俗臭; 1939) für den Akutagawa-Preis nominiert. 1940 folgte Meoto zenzai (夫婦善哉). Einige seiner Werke waren während des Zweiten Weltkrieges in Japan verboten. Oda starb 1947 in Tokio an den Folgen eines erneuten Blutsturzes. 1983 wurde zu seinem Gedenken der Oda-Sakunosuke-Preis gestiftet. Neben Dazai Osamu, Sakaguchi Ango und Ishikawa Jun wird Oda zur Schriftstellergruppe Buraiha gezählt.